# Кузнецов, Владимир Степанович (генерал)
Владимир Степанович Кузнецов (15 июля 1898, село Андросово, Орловская губерния — 6 августа 1979, Воронеж) — советский военачальник, генерал-лейтенант (1944).

## Биография
Владимир Степанович Кузнецов родился 15 июля 1898 года в селе Андросово Дмитровского уезда Орловской губернии (ныне Железногорского района Курской области). С 1915 года работал плотником на шахте в Юзовке.

### Первая мировая и гражданская войны
В феврале 1917 года был призван в ряды Русской императорской армии и направлен в 199-й запасной полк, дислоцированный в Иваново-Воскресенске, где в июле этого же года окончил учебную команду. Служил в этом полку младшим унтер-офицером, избирался членом полкового солдатского комитета. В декабре того же года в чине младшего унтер-офицера был демобилизован из рядов армии, после чего работал председателем сельского комитета бедноты в селе Андросово (Курская губерния).
В июне 1918 года вступил в ряды Красной армии и направлен на учёбу на Орловские пехотные командные курсы, после окончания которых в апреле 1919 года был направлен в 316-й стрелковый полк, где служил на должностях командира роты и начальника полковой школы. В составе полка принимал участие в боевых действиях на Южном фронте. С марта 1920 года исполнял должность военкома 71-го эпидемического отряда Юго-Восточного фронта, затем 109-го полевого свободного госпиталя этого же фронта. Член ВКП(б) с 1918 года.

### Межвоенное время
В марте 1921 года был назначен на должность командира отдельной роты ЧОН, дислоцированной в Орловской губернии, в ноябре 1924 года — на должность помощника командира, а затем — на должность командира 56-го стрелкового полка (19-я стрелковая дивизия, Московский военный округ). В августе 1925 года был направлен на учёбу на стрелково-тактические курсы «Выстрел», которые закончил в октябре 1926 года.
В марте 1928 года был назначен на должность командира роты Рязанской пехотной школы, в апреле 1931 года — на должность командира 7-го стрелкового батальона (3-й Рязанский стрелковый полк), в январе 1935 года — на должность командира батальона Свердловского пехотного училища, в апреле 1937 года — на должность командира отдельного гарнизонного батальона, дислоцированного в Магадане, а в июне того же года — на должность командира 11-го стрелкового полка Тихоокеанского флота.
В ноябре 1938 года Кузнецов был назначен на должность помощника командира 79-й стрелковой дивизии (1-я Краснознамённая армия), в январе 1939 года — на должность командира 2-й стрелковой бригады (59-й стрелковый корпус), в июле — на должность командира 1-й стрелковой бригады, а в июле 1940 года — на должность командира 39-й стрелковой дивизии (1-я Краснознамённая армия, Дальневосточный фронт).

### Великая Отечественная война
С началом войны Кузнецов находился на прежней должности.
В сентябре 1941 года был назначен на должность инспектора по запасным частям Инспекции Дальневосточного фронта, в январе 1942 года — на должность заместителя командующего войсками этого же фронта по формированию резервных соединении и частей, а в апреле — на должность командира 336-й стрелковой дивизии, ведшей оборонительные боевые действия юго-западнее Мосальска, а затем участвовавшей в ходе Ржевско-Вяземской наступательной операции.
В августе 1943 года был назначен на должность командира 40-го стрелкового корпуса 63-й армии наБрянском, Центральном и Белорусском фронтах. Корпус принимал участие в боевых действиях во время Орловской и Брянской наступательных операций, а в ходе Гомельско-Речицкой операции корпус вёл наступление по направлению на города Гомель и Жлобин.
В феврале 1944 года корпус передали в 3-ю армию, в составе которой он действовал до конца войны на 1-м и 2-м Белорусских фронтах, принимал участие в боевых действиях в ходе Рогачевско-Жлобинской, Бобруйской, Минской и Белостокской наступательных операций, а также в освобождении городов Новогрудок, Волковыск и Белосток. Во время Млавско-Эльбингской операции корпус вёл наступление с Ружанского плацдарма по направлению на Вилленберг и Мельзак, а затем участвовал в ходе Берлинской наступательной операции, во время которой закончил боевые действия 8 мая на реке Эльба северо-восточнее Магдебурга.

### Послевоенная карьера
После окончания войны продолжил командовать корпусом в составе Белорусского военного округа.
В мае 1946 года был направлен на учёбу на Высшие академические курсы при Высшей военной академии имени К. Е. Ворошилова, после окончании которых в марте 1947 года был назначен на должность начальника Управления боевой и физической подготовки Одесского военного округа, а в январе 1948 года — на должность помощника командующего 4-й армией (Закавказский военный округ).
С апреля 1950 года Кузнецов находился в распоряжении Главного управления кадров Министерства обороны СССР и в сентябре того же года был назначен на должность командира 1-го стрелкового корпуса (Туркестанский военный округ), а в июле 1953 года — на должность начальника военной кафедры Воронежского лесохозяйственного института.
Генерал-лейтенант Владимир Степанович Кузнецов в феврале 1958 года вышел в отставку. Умер 6 августа 1979 года, похоронен в Воронеже на Коминтерновском кладбище.

## Воинские звания
- Майор (1936);
- Полковник;
- Комбриг (31.01.1939);
- Генерал-майор (4.06.1940);
- Генерал-лейтенант (13.09.1944).

## Награды
СССР
- два ордена Ленина (28.07.1944, 21.02.1945[1]);
- четыре ордена Красного Знамени (31.03.1943, 03.11.1944[1], 20.06.1949[1], 28.10.1967[2]);
- орден Богдана Хмельницкого 1-й степени (29.05.1945);
- орден Суворова 2-й степени (21.09.1943);
- два ордена Кутузова 2-й степени (27.08.1943, 10.04.1945);
- орден Красной Звезды (16.08.1936);
- медали;
- Почётный гражданин городов Рогачёв, Волковыск.

Других стран
- Командор ордена «Легион почёта» (США-1945)[3];
- Кавалер рыцарского ордена «Виртути Милитари» (ПНР-1945)
- Крест Храбрых (ПНР-19.12.1968)[4];
- медаль «За Одру, Нису и Балтику» (ПНР-1945)

## Память
- Именем Героя Советского Союза Кузнецова В. С. в городе Волковыск названа улица